# Tang Gonghong
Tang Gonghong (5 de março de 1979, em Yantai) é uma halterofilista chinesa.
Tang Gonghong ganhou medalha de ouro em halterofilismo nos Jogos Olímpicos de 2004, com 305 kg no total combinado (122,5 no arranque e 182,5 no arremesso), a frente da sul-coreana Jang Mi-Ran, com 302,5 kg (130+172,5), na categoria acima de 75 kg.
Quadro de resultados
| Ano  | Posição | Competição                     | Classe de peso | Marca                |
| 1998 | 1.      | Campeonato mundial em Lahti    | +75 kg         | 255 kg (110+145)     |
| 2002 | 3.      | Campeonato mundial em Varsóvia | +75 kg         | 277,5 kg (117,5+160) |
| 2002 | 1.      | Jogos Asiáticos em Busan       | +75 kg         | 287,5 kg (120+167,5) |
| 2004 | 1.      | Campeonato asiático em Almaty  | +75 kg         | 302,5 kg (127,5+175) |
| 2004 | 1.      | Jogos Olímpicos                | +75 kg         | 305 kg (122,5+182,5) |

Tang Gonghong definiu dez recordes mundiais — sete no arremesso e três no total combinado, na categoria acima de 75 kg. Os recordes foram:
| Data      | Disciplina | Marca    | Classe de peso | Lugar       |
| --------- | ---------- | -------- | -------------- | ----------- |
| 24.4.1998 | Arremesso  | 155,5 kg | +75 kg         | Ramat Gan   |
| 24.4.1998 | Total      | 267,5 kg | +75 kg         | Ramat Gan   |
| 8.10.2002 | Arremesso  | 165,5 kg | +75 kg         | Busan       |
| 8.10.2002 | Arremesso  | 167,5 kg | +75 kg         | Busan       |
| 14.9.2003 | Arremesso  | 168 kg   | +75 kg         | Qinhuangdao |
| 11.4.2004 | Arremesso  | 170 kg   | +75 kg         | Almaty      |
| 11.4.2004 | Arremesso  | 175 kg   | +75 kg         | Almaty      |
| 11.4.2004 | Total      | 302,5 kg | +75 kg         | Almaty      |
| 21.8.2004 | Arremesso  | 182,5 kg | +75 kg         | Atenas      |
| 21.8.2004 | Total      | 305 kg   | +75 kg         | Atenas      |